# Observatori d'Allegheny
L'Observatori d'Allegheny és un centre de recerca astronòmica situat a les Muntanyes Allegheny, gestionat per la Universitat de Pittsburg. El seu codi és 778 UAI.
Es troba a uns 7 quilòmetres al nord de Pittsburgh, Pennsilvània.
Va ser inaugurat en 1859 i es va utilitzar inicialment per a l'educació astronòmica del públic en general, però en 1867, arran de l'escassetat d'ingressos, va ser donat a la Universitat de Pittsburgh.
El 18 de novembre de 1883, al migdia, l'Observatori va llançar un senyal telegràfic per sincronitzar els rellotges de les empreses ferroviàries que operen en tota Amèrica del Nord. Fins llavors, a causa de les diferents zones horàries, es van produir molts problemes pel que fa als horaris de trens.
Actualment, l'Observatori s'utilitza principalment per a la cerca de planetes extrasolars.

## Instrumentació
- "Thaw Memorial": Telescopi refractor de 30 polzades (76 cm)
- "Keeler Memorial": Telescopi reflector de 30 polzades
- "Fitz-Clark": Telescopi refractor per 13 polzades (33 cm)